# Santa Bárbara do Pará
Santa Bárbara do Pará est une municipalité brésilienne située dans l'État du Pará,,,.